# メリダ (ベネズエラ)
メリダ (スペイン語: Mérida) は、人口345,489人のベネズエラメリダ州リベルタドール基礎自治体（ムニシピオ）の州都の一つである。面積は25km2。

## 歴史
メリダは1558年10月9日に、パンプローナの住民フアン・ロドリゲス・スアーレス(Juan Rodríguez Suárez)が、鉱山を探している間に発見された。街は彼の故郷のスペインのメリダ にちなんで名づけられた。最初の移住地は、現在の街よりも30km程南のXamúに位置していた。しかし、原住民との衝突が度々起きていたため、ロドリゲス・スアーレスは1559年11月に、居住区をEl Punto（現在のメリダ市Zumbaエリア）に移動しなければならなくなった。
ロドリゲス・スアーレスが創設したこの街は、ヌエバ・グラナダ副王領によって承認を受けていなかったため、彼を逮捕するために、1560年にフアン・デ・マルドナード (Juan de Maldonado) が派遣され、新市は公式に認められた。6月24日、マルドナードはメリダを高台の上にある現在の場所に移し、"Santiago de los Caballeros"　と改名した。1607年まで街は、現在のコロンビアにあるトゥンハ (Tunja) の一地域として統治された。